# Ле-Мутье-ан-Сингле
Ле-Мутье́-ан-Сингле́ (фр. Les Moutiers-en-Cinglais) — коммуна во Франции, находится в регионе Нижняя Нормандия. Департамент коммуны — Кальвадос. Входит в состав кантона Бретвиль-сюр-Лез. Округ коммуны — Кан.
Код INSEE коммуны — 14458.

## Население
Население коммуны на 2010 год составляло 419 человек.
| 1962 | 1968 | 1975 | 1982 | 1990 | 1999 | 2010 |
| ---- | ---- | ---- | ---- | ---- | ---- | ---- |
| 231  | 232  | 252  | 315  | 350  | 350  | 419  |

## Экономика
В 2010 году среди 271 человека трудоспособного возраста (15—64 лет) 204 были экономически активными, 67 — неактивными (показатель активности — 75,3 %, в 1999 году было 71,2 %). Из 204 активных жителей работали 189 человек (112 мужчин и 77 женщин), безработных было 15 (5 мужчин и 10 женщин). Среди 67 неактивных 22 человека были учениками или студентами, 29 — пенсионерами, 16 были неактивными по другим причинам.